# 李明 (生物信息学家)
李明（？—），加拿大华裔科学家。

## 生平
曾经担任生物信息学领域的加拿大首席讲座教授（CRC Chair Professor），加拿大皇家学会会士，现为滑铁卢大学计算机科学系教授。他同同保罗·维塔尼（Paul Vitanyi）一起在Kolmogorov复杂性领域做出了杰出贡献。
李明教授创办了RSVP Technologies Inc.公司，这是一家从事人工智能的科技创业公司，位于滑铁卢市。